# Västra Esteskär
Västra Esteskär är en ö i Åland (Finland). Den ligger i Skärgårdshavet och i kommunen Kökar i landskapet Åland, i den sydvästra delen av landet. Ön ligger omkring 60 kilometer öster om Mariehamn och omkring 220 kilometer väster om Helsingfors.
Öns area är 6 hektar och dess största längd är 480 meter i sydöst-nordvästlig riktning. Ön höjer sig omkring 10 meter över havsytan.